# Saison 2020-2021 de la PSA
Le PSA World Tour 2020-2021 est le circuit professionnel de tournois de squash organisé par l'association professionnelle de squash (PSA) pour la saison 2020-2021 qui se tient du 1er septembre 2020 au 31 août 2021. Les tournois les plus importants du circuit sont les championnats du monde masculin et féminin. Le circuit est constitué de trois catégories World Series, avec les plus importantes dotations en argent et en points, International and Challenger. En fin d'année, le circuit PSA World Series se conclut par le World Series Finals et le tournoi final PSA World Series à Dubaï, la fin de la saison world series pour les 8 meilleurs joueurs et joueuses au classement. 
Le PSA World Tour (anciennement PSA World Series) comprend les tournois les plus importants en prix en argent (50 000 $ - 1 000 000 000 $) pour les joueurs plus expérimentés et mieux classés, y compris les championnats du monde PSA et les finales du PSA World Tour, étiquetés comme suit :
- PSA World Tour Platinum - tirages 48 joueurs - 180 500 $.
- PSA World Tour Gold - tirages au sort 24 joueurs - 100 000 $.
- PSA World Tour Argent - 24 joueurs - tirages au sort - 73 500 $.
- PSA World Tour Bronze - tirages au sort pour 24 joueurs - 51 250 $.

Les tournois du PSA Challenger Tour offrent un circuit de 5 500 $ à 30 000 $, un circuit idéal pour les joueurs moins expérimentés et les joueurs à venir, qui comprend les niveaux suivants :
- Tournée du PSA Challenger 30 - 30 000 $
- PSA Challenger Tour 20 - 20 000 $
- Tournée du PSA Challenger 10 - 12 000 $.
- PSA Challenger Tour 5 - 6 000 $.

De plus, PSA met en œuvre certains changements de règles comme la suppression des tours de qualification, 7 wildcards du Championnat du monde PSA sont attribués chaque année aux sept meilleurs joueurs du classement du PSA Challenger Tour. Enfin, PSA et WSF gèrent conjointement PSA Satellite Tour, un circuit pour les joueurs amateurs ou juniors qui visent à devenir des joueurs professionnels.

## Calendrier 2020-2021

### Légendes
| Championnats du monde |
| PSA Platinum          |
| PSA Gold              |
| PSA Silver            |
| PSA Bronze            |

### 2020

#### Septembre
| Tournoi | Date                             | Champion                                                | Finaliste         | Demi-finalistes                   | Quart de finalistes                                      |
| --- | -------------------------------- | ------------------------------------------------------- | ----------------- | --------------------------------- | -------------------------------------------------------- |
| Open de Manchester Manchester, Angleterre Homme : PSA Silver 85 000 $ - tableau Femme : PSA Silver 85 000 $ - tableau                          | 16 - 22 septembre 2020           | Mohamed El Shorbagy 9-11, 11-8, 11-7, 13-11 (72 min)    | Karim Abdel Gawad | Paul Coll Marwan El Shorbagy      | Joel Makin Tarek Momen Simon Rösner Ali Farag            |
| Open de Manchester Manchester, Angleterre Homme : PSA Silver 85 000 $ - tableau Femme : PSA Silver 85 000 $ - tableau                          | 16 - 22 septembre 2020           | Nour El Tayeb 3-11, 11-8, 11-7, 11-3 (46 min)           | Camille Serme     | Sarah-Jane Perry Hania El Hammamy | Joelle King Salma Hany Tesni Evans Amanda Sobhy          |
| World Series Finals 2019-2020 Le Caire, Égypte Homme : World Series Finals 185 000 $ - tableau Femme : World Series Finals 185 000 $ - tableau | 28 septembre 2020-3 octobre 2020 | Marwan El Shorbagy 11-6, 11-5, 11-3 (47 min)            | Karim Abdel Gawad | Ali Farag Joel Makin              | Tarek Momen Diego Elías Simon Rösner Paul Coll           |
| World Series Finals 2019-2020 Le Caire, Égypte Homme : World Series Finals 185 000 $ - tableau Femme : World Series Finals 185 000 $ - tableau | 28 septembre 2020-3 octobre 2020 | Hania El Hammamy 9-11, 99-11, 11-9, 11-4, 11-3 (81 min) | Nour El Tayeb     | Joelle King Nour El Sherbini      | Camille Serme Nouran Gohar Amanda Sobhy Sarah-Jane Perry |

#### Octobre
| Tournoi | Date                 | Champion                                   | Finaliste    | Demi-finalistes                 | Quart de finalistes                                 |
| --- | -------------------- | ------------------------------------------ | ------------ | ------------------------------- | --------------------------------------------------- |
| Open d'Égypte Le Caire, Égypte Homme : PSA Platinum 270 000 $ - tableau Femme : PSA Platinum 270 000 $ - tableau | 10 - 17 octobre 2020 | Ali Farag 11-8, 11-3, 11-4 (38 min).       | Tarek Momen  | Mostafa Asal Marwan El Shorbagy | Grégory Gaultier Paul Coll Diego Elías Mazen Hesham |
| Open d'Égypte Le Caire, Égypte Homme : PSA Platinum 270 000 $ - tableau Femme : PSA Platinum 270 000 $ - tableau | 10 - 17 octobre 2020 | Nour El Sherbini 11-9, 11-9, 11-6 (36 min) | Nouran Gohar | Hania El Hammamy Nour El Tayeb  | Nele Gilis Camille Serme Salma Hany Joshna Chinappa |

#### Novembre
| Tournoi                                                            | Date                  | Champion                                  | Finaliste | Demi-finalistes            | Quart de finalistes                                       |
| ------------------------------------------------------------------ | --------------------- | ----------------------------------------- | --------- | -------------------------- | --------------------------------------------------------- |
| Qatar Classic Doha, Qatar Homme : PSA Platinum 175 000 $ - tableau | 1er - 7 novembre 2020 | Ali Farag 11-8, 6-11, 11-9, 11-9 (72 min) | Paul Coll | Fares Dessouky Tarek Momen | Youssef Ibrahim Marwan El Shorbagy Joel Makin Diego Elías |

#### Décembre
| Tournoi | Date                | Champion                                                | Finaliste        | Demi-finalistes          | Quart de finalistes                                           |
| --- | ------------------- | ------------------------------------------------------- | ---------------- | ------------------------ | ------------------------------------------------------------- |
| Black Ball Squash Open Le Caire, Égypte Homme : PSA Gold 112 500 $ - tableau Femme : PSA Gold 112 500 $ - tableau | 13-18 décembre 2020 | Fares Dessouky 5-11, 8-11, 11-7, 11-8, 11-8 (73 min)    | Ali Farag        | Mostafa Asal Tarek Momen | Mohamed Abouelghar Miguel A. Rodríguez Diego Elías Joel Makin |
| Black Ball Squash Open Le Caire, Égypte Homme : PSA Gold 112 500 $ - tableau Femme : PSA Gold 112 500 $ - tableau | 7-12 décembre 2020  | Sarah-Jane Perry 4-11, 9-11, 11-9, 12-10, 11-9 (75 min) | Hania El Hammamy | Amanda Sobhy Joelle King | Nour El Sherbini Tesni Evans Camille Serme Nouran Gohar       |

### 2021

#### Mars
| Tournoi | Date            | Champion                                            | Finaliste      | Demi-finalistes        | Quart de finalistes                                          |
| --- | --------------- | --------------------------------------------------- | -------------- | ---------------------- | ------------------------------------------------------------ |
| Black Ball Squash Open Le Caire, Égypte Homme : PSA Platinum 175 000 $ - tableau Femme : PSA Platinum 175 000 $ - tableau | 19-25 mars 2021 | Marwan El Shorbagy 11-7,11-9, 7-11, 14-12 (72 min), | Fares Dessouky | Tarek Momen Joel Makin | Ali Farag Zahed Salem Paul Coll Mohamed El Shorbagy          |
| Black Ball Squash Open Le Caire, Égypte Homme : PSA Platinum 175 000 $ - tableau Femme : PSA Platinum 175 000 $ - tableau | 12-18 mars 2021 | Nour El Sherbini 13-11, 11-5, 6-11, 11-7 (42 min)   | Amanda Sobhy   | Joelle King Salma Hany | Sarah-Jane Perry Hania El Hammamy Camille Serme Olivia Clyne |

#### Mai
| Tournoi | Date           | Champion                                      | Finaliste    | Demi-finalistes               | Quart de finalistes                                       |
| --- | -------------- | --------------------------------------------- | ------------ | ----------------------------- | --------------------------------------------------------- |
| El Gouna International El Gouna, Égypte Homme : PSA Platinum 181 500 $ - tableau Femme : PSA Platinum 181 500 $ - tableau | 20-28 mai 2021 | Mohamed El Shorbagy 11-5, 11-2, 11-7 (48 min) | Paul Coll    | Fares Dessouky Tarek Momen    | Joel Makin Mostafa Asal Karim Abdel Gawad Grégoire Marche |
| El Gouna International El Gouna, Égypte Homme : PSA Platinum 181 500 $ - tableau Femme : PSA Platinum 181 500 $ - tableau | 20-28 mai 2021 | Nour El Sherbini 11-7, 11-8, 11-5 (38 min)    | Nouran Gohar | Hania El Hammamy Amanda Sobhy | Sarah-Jane Perry Camille Serme Salma Hany Rowan Elaraby   |

#### Juin
| Tournoi | Date            | Champion                                      | Finaliste           | Demi-finalistes           | Quart de finalistes                                       |
| --- | --------------- | --------------------------------------------- | ------------------- | ------------------------- | --------------------------------------------------------- |
| World Series Finals 2020-2021 Le Caire, Égypte Homme : World Series Finals 185 000 $ - tableau Femme : World Series Finals 185 000 $ - tableau | 22-27 juin 2021 | Mostafa Asal 12-14, 11-4, 11-7, 11-3 (70 min) | Mohamed El Shorbagy | Tarek Momen Paul Coll     | Marwan El Shorbagy Grégoire Marche Ali Farag Joel Makin   |
| World Series Finals 2020-2021 Le Caire, Égypte Homme : World Series Finals 185 000 $ - tableau Femme : World Series Finals 185 000 $ - tableau | 22-27 juin 2021 | Nouran Gohar 11-9, 11-6, 8-11, 11-8 (77 min)  | Hania El Hammamy    | Joelle King Camille Serme | Nour El Sherbini Sarah-Jane Perry Salma Hany Amanda Sobhy |

#### Juillet
| Tournoi | Date                 | Champion                                         | Finaliste           | Demi-finalistes            | Quart de finalistes                                             |
| --- | -------------------- | ------------------------------------------------ | ------------------- | -------------------------- | --------------------------------------------------------------- |
| Championnat du monde Chicago, États-Unis Homme : World Series 500 000 $ - tableau Femme : World Series 500 000 $ - tableau | 14 - 22 juillet 2021 | Ali Farag 7-11, 12-10, 11-9, 11-4 (67 min)       | Mohamed El Shorbagy | Tarek Momen Paul Coll      | Karim Abdel Gawad Marwan El Shorbagy Diego Elías Fares Dessouky |
| Championnat du monde Chicago, États-Unis Homme : World Series 500 000 $ - tableau Femme : World Series 500 000 $ - tableau | 14 - 22 juillet 2021 | Nour El Sherbini 11-5, 11-8, 8-11, 11-9 (53 min) | Nouran Gohar        | Camille Serme Amanda Sobhy | Joelle King Hania El Hammamy Sarah-Jane Perry Salma Hany        |

#### Août
| Tournoi | Date            | Champion                                                | Finaliste        | Demi-finalistes                         | Quart de finalistes                                           |
| --- | --------------- | ------------------------------------------------------- | ---------------- | --------------------------------------- | ------------------------------------------------------------- |
| Open de Manchester Manchester, Royaume-Uni Hommes : PSA silver 76 000 $ - tableau Femme : PSA silver 76 000 $ - tableau | 9-13 août 2021  | Diego Elías 12-10, 11-6, 11-6 (59 min)                  | Joel Makin       | Marwan El Shorbagy Youssef Ibrahim      | Abdulla Al-Tamimi Omar Mosaad Mazen Hesham Mohamed Abouelghar |
| Open de Manchester Manchester, Royaume-Uni Hommes : PSA silver 76 000 $ - tableau Femme : PSA silver 76 000 $ - tableau | 9-13 août 2021  | Hania El Hammamy 11-5, 11-9, 11-7(39 min)               | Sarah-Jane Perry | Emily Whitlock Tesni Evans              | Tinne Gilis Coline Aumard Nele Gilis Sivasangari Subramaniam  |
| British Open Hull, Angleterre Homme : PSA Platinum 175 000 $ - tableau Femme : PSA Platinum 175 000 $ - tableau         | 16-22 août 2021 | Paul Coll 6-11, 11-6, 11-6, 11-8 (64 min)               | Ali Farag        | Miguel A. Rodríguez Mohamed El Shorbagy | Mostafa Asal Marwan El Shorbagy Diego Elías Youssef Soliman   |
| British Open Hull, Angleterre Homme : PSA Platinum 175 000 $ - tableau Femme : PSA Platinum 175 000 $ - tableau         | 16-22 août 2021 | Nour El Sherbini 9-11, 13-11, 5-11, 11-7, 11-2 (64 min) | Nouran Gohar     | Amanda Sobhy Hania El Hammamy           | Nadine Shahin Rowan Elaraby Joelle King Sarah-Jane Perry      |

## Classements 2020
| Rang | Joueur                 | Pays             |
| 1    | Ali Farag              | Égypte           |
| 2    | Mohamed El Shorbagy    | Égypte           |
| 3    | Tarek Momen            | Égypte           |
| 4    | Paul Coll              | Nouvelle-Zélande |
| 5    | Karim Abdel Gawad      | Égypte           |
| 6    | Marwan El Shorbagy     | Égypte           |
| 7    | Diego Elías            | Pérou            |
| 8    | Fares Dessouky         | Égypte           |
| 9    | Joel Makin             | Pays de Galles   |
| 10   | Miguel Ángel Rodríguez | Colombie         |
| 11   | Mohamed Abouelghar     | Égypte           |
| 12   | Mostafa Asal           | Égypte           |
| 13   | Saurav Ghosal          | Inde             |
| 14   | Mazen Hesham           | Égypte           |
| 15   | Grégoire Marche        | France           |
| 16   | Omar Mosaad            | Égypte           |
| 17   | James Willstrop        | Angleterre       |
| 18   | Zahed Salem            | Égypte           |
| 19   | Adrian Waller          | Angleterre       |
| 20   | César Salazar          | Mexique          |

| Rang | Joueuse          | Pays             |
| 1    | Nour El Sherbini | Égypte           |
| 2    | Nouran Gohar     | Égypte           |
| 3    | Camille Serme    | France           |
| 4    | Nour El Tayeb    | Égypte           |
| 5    | Hania El Hammamy | Égypte           |
| 6    | Sarah-Jane Perry | Angleterre       |
| 7    | Amanda Sobhy     | États-Unis       |
| 8    | Joelle King      | Nouvelle-Zélande |
| 9    | Tesni Evans      | Pays de Galles   |
| 10   | Salma Hany       | Égypte           |
| 11   | Joshna Chinappa  | Inde             |
| 12   | Nele Gilis       | Belgique         |
| 13   | Olivia Clyne     | États-Unis       |
| 14   | Rowan Elaraby    | Égypte           |
| 15   | Yathreb Adel     | Égypte           |
| 16   | Alison Waters    | Angleterre       |
| 17   | Nadine Shahin    | Égypte           |
| 18   | Tinne Gilis      | Belgique         |
| 19   | Nada Abbas       | Égypte           |
| 20   | Hollie Naughton  | Canada           |
| 20   | Sabrina Sobhy    | États-Unis       |

## Classements
| Rang | Joueur                 | Pays             |
| 1    | Ali Farag              | Égypte           |
| 2    | Mostafa Asal           | Égypte           |
| 3    | Diego Elías            | Pérou            |
| 4    | Paul Coll              | Nouvelle-Zélande |
| 5    | Mazen Hesham           | Égypte           |
| 6    | Karim Abdel Gawad      | Égypte           |
| 7    | Joel Makin             | Pays de Galles   |
| 8    | Tarek Momen            | Égypte           |
| 9    | Mohamed El Shorbagy    | Angleterre       |
| 10   | Marwan El Shorbagy     | Angleterre       |
| 11   | Youssef Soliman        | Égypte           |
| 12   | Victor Crouin          | France           |
| 13   | Aly Abou Eleinen       | Égypte           |
| 14   | Fares Dessouky         | Égypte           |
| 15   | Eain Yow Ng            | Malaisie         |
| 16   | Youssef Ibrahim        | Égypte           |
| 17   | Miguel Ángel Rodríguez | Colombie         |
| 18   | Leonel Cárdenas        | Mexique          |
| 19   | Dimitri Steinmann      | Suisse           |
| 20   | Greg Lobban            | Écosse           |

| Rang | Joueuse                 | Pays       |
| 1    | Nour El Sherbini        | Égypte     |
| 2    | Nouran Gohar            | Égypte     |
| 3    | Hania El Hammamy        | Égypte     |
| 4    | Olivia Weaver           | États-Unis |
| 5    | Nele Coll               | Belgique   |
| 6    | Tinne Gilis             | Belgique   |
| 7    | Georgina Kennedy        | Angleterre |
| 8    | Rowan Elaraby           | Égypte     |
| 9    | Sivasangari Subramaniam | Malaisie   |
| 10   | Amina Orfi              | Égypte     |
| 11   | Satomi Watanabe         | Japon      |
| 12   | Salma Hany              | Égypte     |
| 13   | Fayrouz Aboelkheir      | Égypte     |
| 14   | Nada Abbas              | Égypte     |
| 15   | Farida Mohamed          | Égypte     |
| 16   | Sarah-Jane Perry        | Angleterre |
| 17   | Sabrina Sobhy           | États-Unis |
| 18   | Sana Ibrahim            | Égypte     |
| 19   | Jasmine Hutton          | Angleterre |
| 20   | Amanda Sobhy            | États-Unis |

## Retraites
Ci-dessous, la liste des joueurs et joueuses notables (gagnants un titre majeur ou ayant fait partie du top 30 pendant au moins un mois) ayant annoncé leur retraite du squash professionnel, devenus inactifs ou ayant été bannis durant la saison 2020-2021:
- Campbell Grayson né le 4 mars 1986 à Aukland, rejoint le circuit pro en 2005, atteignant la 24e place mondiale en février 2020. Il est champion de Nouvelle-Zélande à deux reprises en 2010 et 2012[22].. Il se retire du circuit professionnel en septembre 2020[23].
- Nour El Tayeb, née le 8 mars 1993 au Caire, rejoint le circuit pro en 2007 après une brillante carrière junior, atteignant la 3e place mondiale en février 2018. Elle remporte l'US Open le même jour que son mari Ali Farag[24],[25]. Elle annonce sa grossesse et son retrait du circuit professionnel en décembre 2020[26].
- Simon Rösner, né le 5 novembre 1987 à Wurtzbourg, rejoint le circuit pro en 2003 atteignant la troisième place mondiale en décembre 2018. Il est de multiples fois champion d'Allemagne et finaliste du Championnats d'Europe  en 2013. Il obtient la médaille d'or aux Jeux mondiaux de 2017. Il est le premier joueur allemand à remporter un titre majeur PSA World Series avec le tournoi des champions 2018[27]. Il prend sa retraite sportive en décembre 2020 alors qu'il est 8e joueur mondial[28],[29].